# キルッフ
キルッフ（Culhwch, キルフッフとも）は、ウェールズの伝説『マビノギオン』に収録されている『キルッフとオルウェン(en)』に登場する騎士。伝説ではアルスル（アーサー王に相当）の従兄弟。名前の「キルッフ」（Culhwch ）は「豚走り」、「豚の囲い場」（culは狭い場所、hwchは豚の意味）を意味する。

## キルッフとオルウェン
物語は、主人公の父母の結婚から始まる。キルッフの母親が外を出歩いているときのこと、彼女は豚小屋の前を通りかかったとき、産気づいてしまい、その場で出産してしまう。そのため、この物語の主人公はキルッフ（豚の囲い）と命名されたのである。
キルッフが生まれてまもなく実母は亡くなり、継母にとってかわられるが、継母はキルッフに魔法をかけ、ある一人の見ず知らずの娘に恋させて、その娘を手に入られなければどうしようもなくしてしまう。ところがその娘というのは、巨人の長イスバザデンの娘オルウェンであった。求婚しても相手方に承知させるのは、無理難題で、キルッフは父親に相談し、親戚のアルスル王(アーサー王)の助力を得ることにした。
キルッフは、アルスル王に、櫛で髪を梳り断髪する儀式を執り行ってもらい、王から何か一つの望みをかなえてもらう権利を得た。アルスル王は、「わが剣カレドヴルフ(エクスカリバー)、..(中略)やわが妃グウェンホヴァル以外であれば、 なんなりと所望せよ」という回答をする。キルッフは宮廷で巡りあった執事のカイ（ケイ）、隻腕のベドウィル（ベディヴィア）、アルスルの甥グワルフマイ（ガウェイン）ら6人の助っ人とともにオルウェンを求め旅に出る。
巨人の長イスバザデンはもちろん、娘オルウェンを嫁として手放すことに即諾はせず、キルッフら一行に危害を加えようとするが、ユーモラスなかたちで返り討ちにあって負傷し、やむなく条件付で結婚を承諾する。いわば数々の嫁入り道具の物品を、長々と羅列して要求するのだが、巨人のこれらの要求は、「難業」とも称される。ほとんど実現不可能な無理難題であり、魔法の竪琴やら巨人の剣、はてはどこにいるか判らない人間を探して連れて来い、等々であった。（巨人はただやみくもに反対するのではなく、じつは、娘が婿取りをするときは、自分の命が尽きるとき、という運命にあったのだ。同じ物語モチーフは、ケルト文学ではクー・フーリンのエウェルとの婚姻や、バロールの娘を娶る民話「グラス・ガヴナン」にも見られる）。
キルッフには、アルスル王がその一族郎党や同盟軍も総動員して助太刀し、また、巨人に遺恨ある者たちも協力する。次いで物語では、巨人が列挙した難業を次々に達成してゆく様子が描写される(ただし、その達成がけっきょく明記されない難業もあり、巨人が述べていなかった「難業」が前触れなく行われる場面もある)。
すべての難業を果たしたキルッフたちは、巨人の長イスバザデンの元に舞い戻り、約束通りオルウェンとの結婚をかなえてもらう。巨人は、アルスルの手の者らにかかって殺され、首をさらされて最期をかざる。

## 和訳
完訳
- 中野節子『マビノギオン―中世ウェールズ幻想物語集』JULA出版局、2000年。ISBN 978-4882841937。

抄訳
- トマス・ブルフィンチ『中世騎士物語』野上弥生子(のがみやえこ)訳、岩波書店、1942年。(第33刷改版1980年 ISBN 978-4003222522)「キリッチとオルウェン」pp.326-350

## 注
1. ↑  グリーン 1997, p. 74.
2. ↑  ブルフィンチ (1942)ではキリッチ。
3. ↑  ブルフィンチ (1942)ではイスパダデン・ペンカウル。
4. ↑  これは元服のようなものらしい(グリーン 1997, p. 76)
5. ↑  ウェールズ語: anoeth; 複数形:anoethiau